# Bayonet Head
Bayonet Head ist ein Stadtteil der Stadt Albany im australischen Bundesstaat Western Australia.
Der Name des Ortes, der nach der gleichnamigen Landspitze benannt ist, geht auf den Entdecker Philip Parker King zurück, welcher jene benannte. Er sagte allerdings nicht warum "Bayonet Head".

## Geografie
Bayonet Head liegt im Nordosten von Albany am Oyster Harbour, einer Nebenbucht des King George Sound. Im Süden grenzt der Stadtteil an Collingwood Heights und Emu Point, im Westen an den Vorort Walmsley und im Norden an den Stadtteil Lower King.
Am Ufer der Oyster Harbour ist ein kleines Waldstück als Naturschutzgebiet The Wesley Maley Reserve geschützt.

## Infrastruktur
Bayonet Head hat eine eigene Grundschule, die Flinders Park Primary School. Es gibt drei städtische Parks: McGonnell Park, Kees Darleen Park und Lange Park.
Bayonet Head wird von der Buslinie 804 bedient.

## Bevölkerung
Der Ort Bayonet Head hatte 2016 eine Bevölkerung von 2960 Menschen, davon 49,1 % männlich und 50,9 % weiblich. 2,9 % der Bewohner (85 Personen) sind Aborigines oder Torres-Strait-Insulaner.
Das durchschnittliche Alter in Bayonet Head liegt bei 39 Jahren, ein Jahr über dem australischen Durchschnitt von 38 Jahren.